# Melanolophia intervallata
Melanolophia intervallata är en fjärilsart som beskrevs av W. Warren 1900. Melanolophia intervallata ingår i släktet Melanolophia och familjen mätare. Inga underarter finns listade i Catalogue of Life.